# Union Peace Dialogue Joint Committee

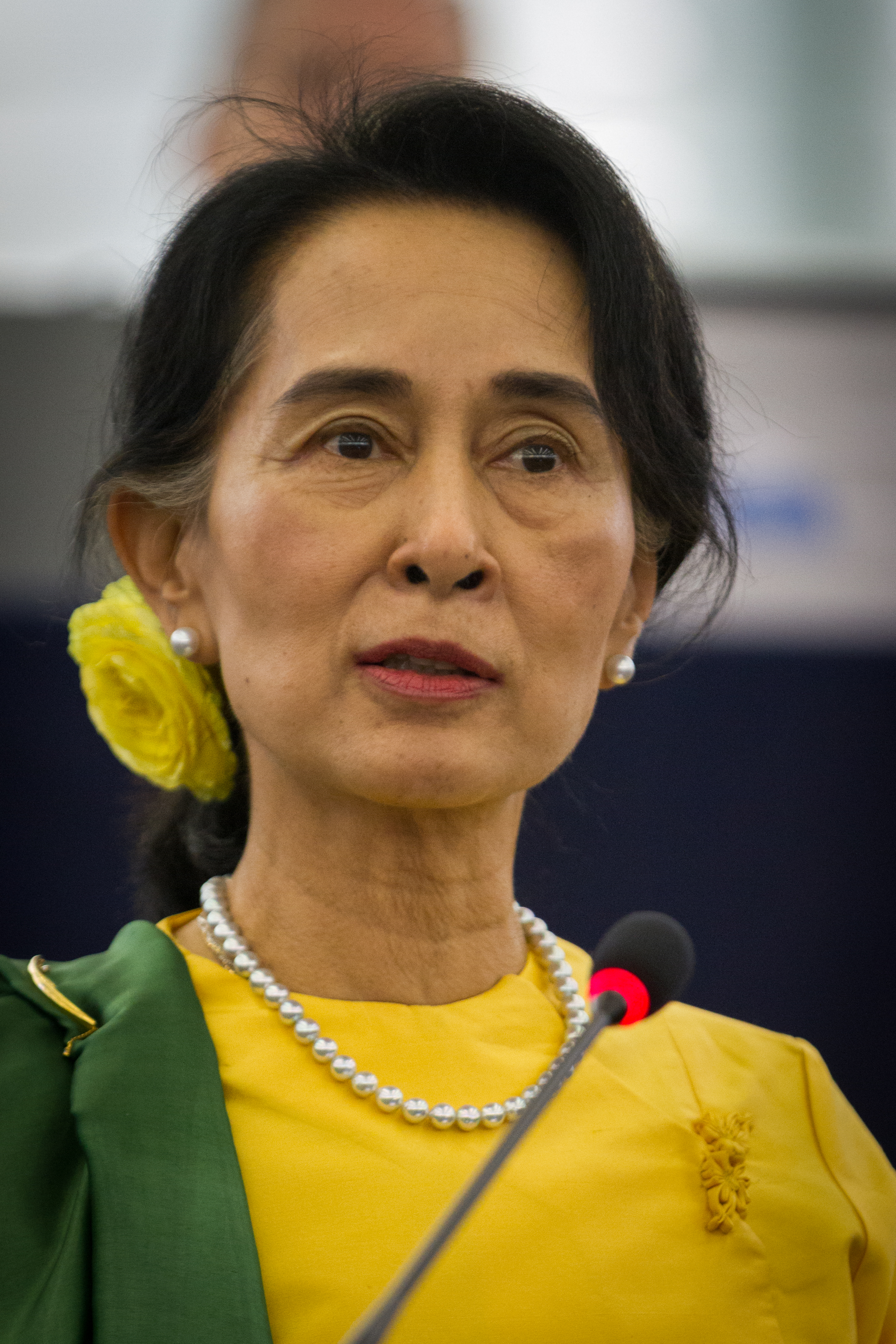
Die Friedensnobelpreisträgerin Aung San Suu Kyi war Mitglied des UPDJC

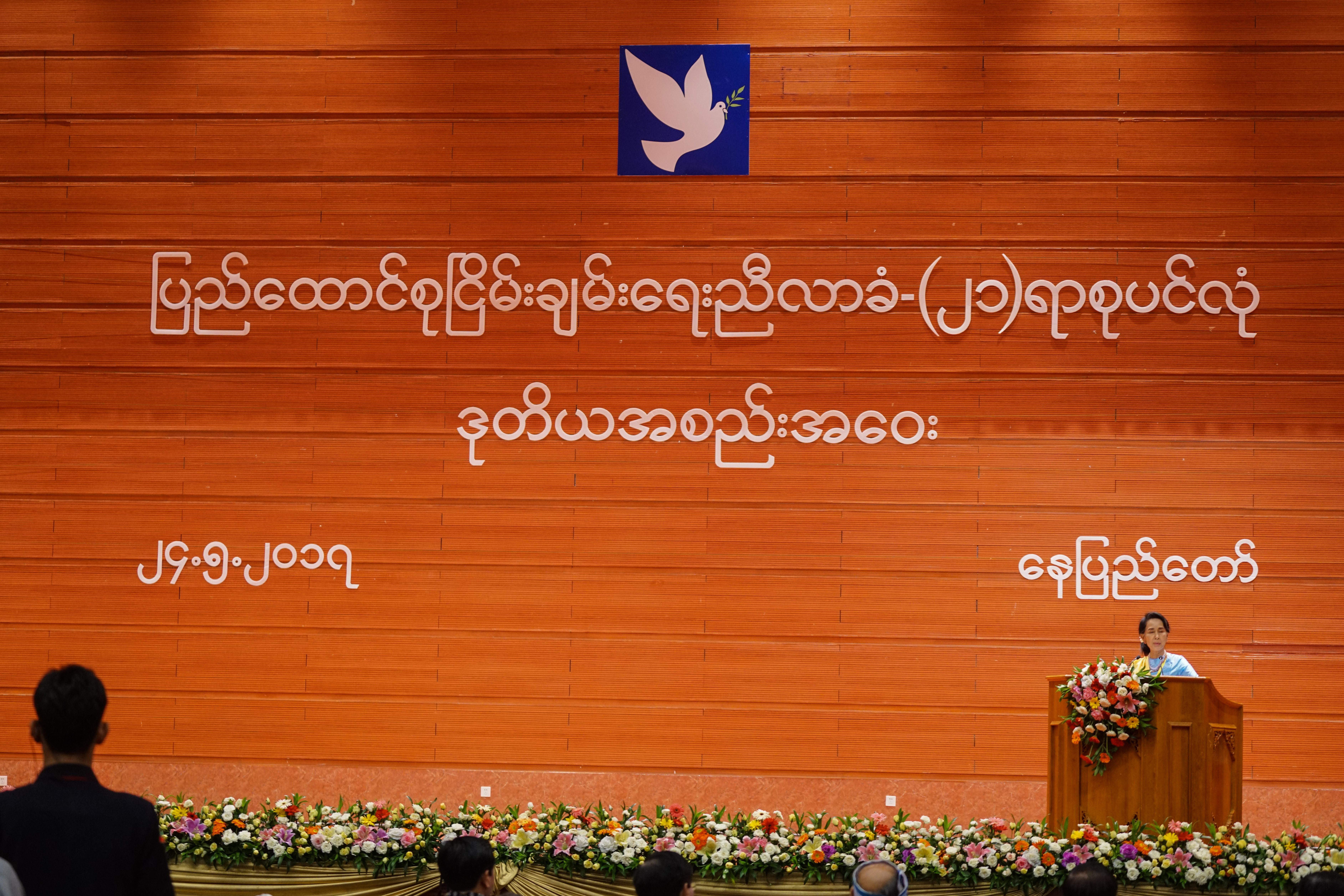
Aung San Suu Kyi bei der Eröffnung der Union Peace Conference am 31. August 2016.

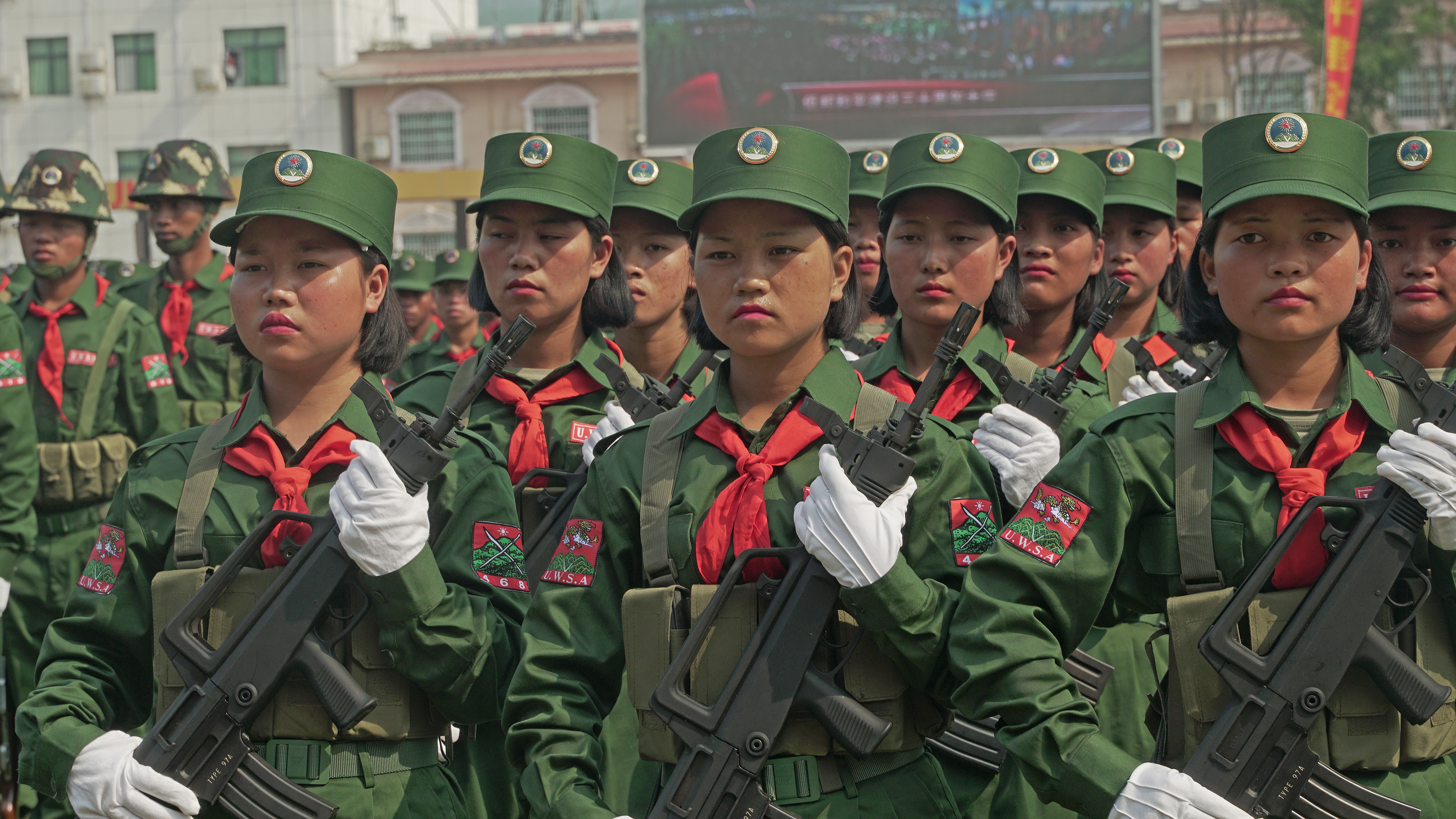
Weibliche Kämpfer der UWSA von der 468. Division. Die UWSA galt als die kampfstärkste EAO im Land

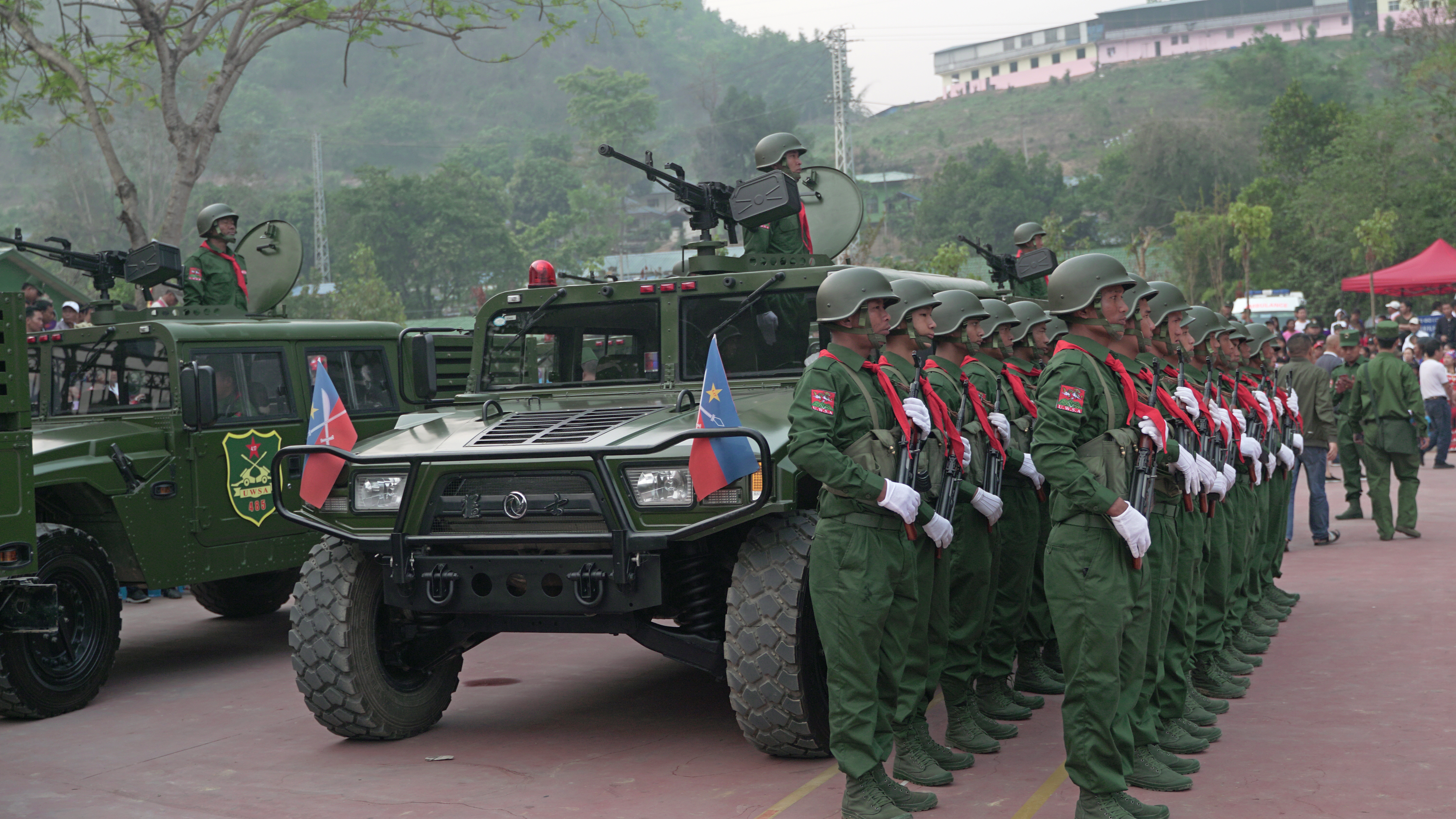
Viele der EAO waren modern und umfassend ausgerüstet und konnten zusammen über 150.000 Mannschaften stellen. Sie verfügten über eigene Artillerie, Raketenwerfer, gepanzerte Fahrzeuge und Hubschrauber.

Das Union Peace Dialogue Joint Committee (Birmanisch ပြည်ထောင်စုငြိမ်းချမ်းရေးဆွေးနွေးမှုပူးတွဲကော်မတီ kurz UPDJC) war ein Komitee der Regierung von Myanmar, welches die Friedensbemühungen zwischen der Zentralregierung und den verschiedenen bewaffneten ethnischen Organisationen (Englisch Ethnical Armed Organisation kurz EAO) koordinieren sollte. Nach dem Militärputsch am 1. Februar 2021 traf sich das Komitee nicht mehr. Das UPDJC koordinierte die Umsetzung des Nationalen Waffenstillstandsvertrags (Englisch National Ceasefire Agreement, kurz NCA) und organisierte Konferenzen, um Vorschläge für eine neue föderale Verfassung des Landes zu diskutieren. Auch Vertreter der Regierung und Militärs nahmen an den Treffen und den Konferenzen teil.

## Komitee
Grundlage des UPDJC bildete der NCA, welcher am 15. Oktober 2015 vom Präsidenten des Landes Thein Sein und 8 EAOs unterschrieben worden war. Der Vertrag sah vor, dass das UPDJC unmittelbar nach der Unterzeichnung des Vertrages gegründet werden sollte. Das Komitee war beim Büro des Präsidenten organisatorisch aufgehängt und bestand aus Repräsentanten der im Parlament vertretenen Parteien und Vertretern der unterzeichnenden EAOs. Das UPDJC tagte regelmäßig, im Schnitt alle 2 Monate. Folgende politischen Parteien sendeten Vertreter zum ersten Treffen des UPDJC Anfang Januar 2016: National League for Democracy (kurz NLD), Union Solidarity and Development Party (kurz USDP), Arakan National Party (kurz ANP) and Shan National League for Democracy (kurz SNLD). Folgende EAOs waren auch mit Vertretern beim ersten Treffen vertreten: Restoration Council of Shan State (kurz RCSS), Karen National Union (kurz KNU), Pa-O National Liberation Organisation (kurz PNLO), Democratic Karen Buddhist Organisation (kurz DKBO), Arakan Liberation Party (kurz ALP), Chin National Front (kurz CNF) und das KNU/KNLA Peace Council (kurz KNU/KNLA-PC). Die All-Burma Students’ Democratic Front (kurz ABSDF), Unterzeichner des Waffenstillstandsvertrags aber eigentlich keine EAO nahm auch an dem Treffen teil.

## Geschichte
Das erste Treffen des UPDJC fand im Januar 2016 im International Convention Center in Nay Pyi Taw statt. Das UPDJC organisierte die Union Peace Conference (kurz UPC) welche zwischen dem 31. August 2016 und dem 4. September 2016 stattfand. Das UPDJC organisierte auch Folgekonferenzen, welche im Mai 2017, im Juli 2018, and im August 2020 stattfanden. Bei einem Treffen des UPDJC am 15. August 2016 beschloss das Komitee unter der Leitung von Aung San Suu Kyi, dass Vertreter von EAOs, welche den NCA nicht unterschrieben hatten auch an der Konferenz und den Nachfolgekonferenzen teilnehmen durften. In den Konferenzen wurde diskutiert wie ein zukünftiger Frieden gestaltet werden könnte, und wie ein zukünftiger föderaler Staat geschaffen werden könnte.

## Konferenzen
Die UPC fanden im August 2016, Mai 2017, Juli 2018 Und letztmalig im August 2020 statt. Der Schwerpunkt der Konferenzen bildete Themen wie Politik inklusive eine neue föderale Verfassung, Wirtschaft, Soziale Fragen einschließlich Gesundheitswesen, Umwelt, Bodenschätze und Landwirtschaft.
Als Grundsätze der Konferenzen galten:
- Errichtung einer Union auf Grundlage der Prinzipien von Demokratie und Föderalismus in Übereinstimmung mit den Ergebnissen des politischen Dialogs im Geiste der Panglong-Vereinbarung.

- Eine Union auf der Basis von Freiheit, Gleichheit und Gerechtigkeit.

- Kein Austritt von ethnischen Minderheiten aus der Union.

- Erreichen einer Verhandlungslösung zur Beendigung des langwierigen bewaffneten Konflikts in der Republik der Union Myanmar und Etablierung einer neuen politischen Kultur, in der politische Konflikte durch politischen Dialog statt durch Waffengewalt gelöst werden.

- Erörterung von Angelegenheiten, die die bewaffneten Streitkräfte der Union betreffen, während des politischen Dialogs.

- Garantieren für alle Bürger, die in der Republik der Union Myanmar leben. Gleiche Rechte für alle. Sicherstellung dass kein Bürger aufgrund seiner ethnischen Zugehörigkeit, Religion, Kultur oder seines Geschlechts diskriminiert wird.

- Errichtung eines säkularen Staates auf Grundlage des Prinzips der Trennung von Religion und Staat, um Missbrauch der Religion für politische Interessen zu vermeiden.

- Gemeinsame Errichtung einer nationalen Identität, die die verschiedenen Ethnien und Sprachen umfasst.

- Durchführung eines umfassenden politischen Dialogs, an dem alle relevanten Interessengruppen teilnehmen. Dabei müssen die Pläne und Wünsche aller ethnischen Nationalitäten berücksichtigt werden.

- Verhandlungen über aller Probleme, die zwischen den Dialogpartnern auftreten könnten, in gutem Glauben, um dauerhaften und nachhaltigen Frieden zu erreichen.

- Bemühungen zum Schutz von Leben und Eigentum und zur Verbesserung der Lebensbedingungen aller in der Republik der Union Myanmar lebenden Personen.

- Streben nach einer 30-prozentigen Beteiligung von Frauen am politischen Dialog.

- Vermeidung von Themen, die der nationalen Versöhnung schaden, sowie Handlungen, Schriften und Reden, die den bereits erreichten gegenseitigen Respekt untergraben.